# Time (álbum de Electric Light Orchestra)
Time es el noveno álbum de estudio de la banda británica Electric Light Orchestra, publicada por la compañía discográfica Jet Records en julio de 1981.

## Trasfondo
Time es un álbum conceptual que relata la historia de un hombre que es transportado por viajeros del tiempo hasta finales del siglo XXI. Una vez allí, queda maravillado por las visiones futuristas de la humanidad, pero al mismo tiempo se siente preocupado por el tiempo en el que vivía, donde ha dejado a la mujer que ama. Aunque se le provee una mujer robot, que obedece a todos los mandatos sin cuestionarlos, pronto se da cuenta de que es un pobre sustituto para su verdadero amor, debido a que el robot nunca podrá amar ni él podrá amar nunca al robot.
Su deseo de volver al pasado crece cada vez más, y aunque los viajeros del tiempo le comunican que es imposible volver atrás, intenta escaparse usando el equipo de transporte de sus captores. Su prematura huida es seguida por sus captores, y pronto descubre que le habían mantenido en el futuro sólo para ilustrarle el camino seguido por el ser humano durante el último siglo. Finalmente, el hombre es devuelto a su año de origen, 1981.
La temática de Time guarda similitudes con el primer álbum conceptual de Electric Light Orchestra, Eldorado. Aunque Eldorado incluye una orquestación más prominente y Time figura con canciones más breves y más cercanas al género pop, ambos trabajos relatan la historia de un hombre que sueña despierto con viajar a un mundo nuevo y mejor con el único fin de quedar desencantado y alienado con lo que encuentra.
Mientras que los dos trabajos previos de la Electric Light Orchestra, Discovery y Xanadu, estuvieron influidos por la música disco, Time se acercó a las raíces musicales del rock progresivo de los primeros álbumes del grupo. Canciones como "Ticket to the Moon", "The Way Life's Meant to Be", "Rain is Falling" y "21st Century Man" son reminiscencias de material creado durante la grabación de A New World Record y Out of the Blue, mientras que el resto de canciones exploran nuevas influencias como el New Wave (en "Twilight," "Yours Truly, 2095", "Another Heart Breaks," "From The End Of The World" y "Here Is the News"), el reggae (en "The Lights Go Down") y el rockabilly (con "Hold on Tight").
Jeff Lynne admitió que Time y los dos siguientes trabajos de la Electric Light Orchestra, Secret Messages y Balance of Power, fueron grabados sólo para satisfacer las obligaciones del contrato con el sello discográfico. En este sentido, ninguna de las canciones de los tres últimos trabajos, a excepción de "Rock 'n' Roll Is King", fueron interpretados durante la gira de reunión posterior a la publicación de Zoom (2001).

## Recepción
Tras su publicación, Time obtuvo reseñas mixtas de la prensa musical. James Chrispell, de Allmusic, escribió: «Time se inspira en bandas como Alan Parsons Project y Wings más que en la fascinación de Jeff Lynne por la era Sgt. Pepper's de The Beatles. Todos los zumbidos electrónicos y pitidos están presentes y en cuenta, y Time hizo sencillos de éxito como "Hold on Tight" y "Twilight", pero en general, la ELO había comenzado a quedar demasiado atascada en la misma estructura y contenido de sus lanzamientos. "The Way Life's Meant to Be" se hace eco de éxitos tempranos como "Can't Get It Out of My Head", y los segmentos "Prologue" y "Epilogue" tratan de lograr un concepto unificador que no acaba de sostenerse hasta escucharlo al completo. Time demuestra ser una competente ELO, pero no tan excelente». Deborah Frost, en la revista Rolling Stone, comentó: «La máquina del tiempo de la ELO se ha estancado entre Sgt. Pepper's Lonely Hearts Club Band y Star Trek, sin embargo, mientras la visión futura de la beatlemanía de Lynne se presente en rachas casi perfectas de canciones top 40, ¿por qué quejarse? La temática de Time, supuestamente una mirada atrás desde el siglo XXI, es bastante superflua: los cellos sintetizados en "Hold on Tight" y el paseo español en "The Way Life's Meant to Be" hacen de esas melodías sencillos para el aquí y el ahora. Y no puede dejar uno de preguntarse qué puede hacer el interminable final de "Another Heart Breaks" para los lentos bailarines».
A nivel comercial, Time fue el segundo y último trabajo de la Electric Light Orchestra en alcanzar la primera posición en la lista británica UK Albums Chart, puesto que también logró en países como Alemania Occidental y Suecia. Pocas semanas después de su publicación, la BPI certificó el álbum como disco de platino al superar las 300 000 copias vendidas. En los Estados Unidos, Time llegó al puesto 16, su peor posición comercial desde el lanzamiento de Eldorado (1974), pero fue certificado como disco de oro al superar el medio millón de copias vendidas. Por otra parte, el primer sencillo, «Hold on Tight», también obtuvo un notable éxito en varias listas, alcanzando los diez primeros puestos en países como Australia, Canadá, Estados Unidos y Reino Unido.

## Reediciones
En 2001, Epic Records y Legacy Recordings reeditaron una versión remasterizada de Time con tres temas extra: «Julie Don't Live Here Anymore» y «When Time Stood Still», ambos publicados previamente como cara B de los sencillos «Twilight» y «Hold on Tight» respectivamente, y «The Bouncer», publicado como cara B del sencillo de «Four Little Diamonds», extraído del álbum Secret Messages.

## Lista de canciones
Todas las canciones escritas y compuestas por Jeff Lynne. 
| Cara A |                              |          |  |
| N.º    | Título                       | Duración |  |
| 1.     | «Prologue»                   | 1:15     |  |
| 2.     | «Twilight»                   | 3:35     |  |
| 3.     | «Yours Truly, 2095»          | 3:15     |  |
| 4.     | «Ticket to the Moon»         | 4:06     |  |
| 5.     | «The Way Life's Meant to Be» | 4:36     |  |
| 6.     | «Another Heart Breaks»       | 3:46     |  |

| Cara B |                             |          |  |
| N.º    | Título                      | Duración |  |
| 1.     | «Rain is Falling»           | 3:54     |  |
| 2.     | «From the End of the World» | 3:16     |  |
| 3.     | «The Lights Go Down»        | 3:31     |  |
| 4.     | «Here is the News»          | 3:49     |  |
| 5.     | «21st Century Man»          | 4:00     |  |
| 6.     | «Hold On Tight»             | 3:05     |  |
| 7.     | «Epilogue»                  | 1:30     |  |

| Temas extra (reedición de 2001) |                                                               |          |  |
| N.º                             | Título                                                        | Duración |  |
| 14.                             | «The Bouncer» (Cara B del sencillo «Four Little Diamonds»)    | 3:14     |  |
| 15.                             | «When Time Stood Still» (Cara B del sencillo «Hold on Tight») | 3:33     |  |
| 16.                             | «Julie Don't Live Here» (Cara B del sencillo «Twilight»)      | 3:42     |  |

## Posición en listas
| País           | Lista                        | Posición |
| -------------- | ---------------------------- | -------- |
| Alemania       | Media Control Top 100 Albums | 1        |
| Austria        | Ö3 Austria Top 40            | 2        |
| Australia      | ARIA Albums Chart            | 3        |
| Canadá         | RPM Albums Chart             | 7        |
| Estados Unidos | Billboard 200                | 16       |
| Francia        | SNEP Albums Chart            | 28       |
| Italia         | Hit Parade Italia            | 19       |
| Japón          | Oricon LP Chart              | 36       |
| Noruega        | Top 40 Albums                | 2        |
| Nueva Zelanda  | New Zealand Albums Chart     | 10       |
| Países Bajos   | MegaCharts                   | 2        |
| Reino Unido    | UK Albums Chart              | 1        |
| Suecia         | Albums Top 60                | 1        |

| Sencillo                     | País           | Lista                          | Posición |
| ---------------------------- | -------------- | ------------------------------ | -------- |
| «Hold on Tight»              | Alemania       | Media Control Top 100 Singles  | 2        |
| «Hold on Tight»              | Australia      | ARIA Singles Chart             | 5        |
| «Hold on Tight»              | Austria        | Austrian Singles Chart         | 2        |
| «Hold on Tight»              | Canadá         | RPM Singles Chart              | 3        |
| «Hold on Tight»              | Estados Unidos | Billboard Hot 100              | 10       |
| «Hold on Tight»              | Irlanda        | Irish Singles Chart            | 3        |
| «Hold on Tight»              | Países Bajos   | Dutch Top 40                   | 10       |
| «Hold on Tight»              | Reino Unido    | UK Singles Chart               | 4        |
| «Hold on Tight»              | Sudáfrica      | South Africa Singles Chart     | 4        |
| «Twilight»                   | Alemania       | Media Control Top 100 Singles  | 17       |
| «Twilight»                   | Australia      | ARIA Singles Chart             | 93       |
| «Twilight»                   | Austria        | Austrian Singles Chart         | 15       |
| «Twilight»                   | Estados Unidos | Billboard Hot 100              | 38       |
| «Twilight»                   | Irlanda        | Irish Singles Chart            | 18       |
| «Twilight»                   | Países Bajos   | Dutch Top 40                   | 18       |
| «Twilight»                   | Reino Unido    | UK Singles Chart               | 30       |
| «Rain is Falling»            | Estados Unidos | Bubbling Under Hot 100 Singles | 101      |
| «Ticket to the Moon»         | Alemania       | Media Control Top 100 Singles  | 61       |
| «Ticket to the Moon»         | Irlanda        | Irish Singles Chart            | 17       |
| «The Way Life's Meant to Be» | Alemania       | Media Control Top 100 Singles  | 30       |

## Certificaciones
| Fecha                 | País           | Organismo certificador | Certificación | Ventas certificadas |
| --------------------- | -------------- | ---------------------- | ------------- | ------------------- |
| 5 de octubre de 1981  | Estados Unidos | RIAA                   | Oro           | 500 000             |
| 30 de julio de 1981   | Reino Unido    | BPI                    | Platino       | 300 000             |
| 20 de octubre de 1981 | Alemania       | BVMI                   | Oro           | 250 000             |